# 阿部诗
阿部诗（日语：／ Abe Uta，2000年7月14日—）生于兵库县神户市，是一名日本女子柔道运动员。她有两个哥哥，其中一个名为阿部一二三，同样也是柔道运动员。阿部诗5岁时开始练习柔道，哥哥一二三称她非常热心，备受道场相关人士的期待。2018年，阿部诗成功被日本体育大学录取，得以在隔年入學，和哥哥一二三就读同一所大学。之后不久，兄妹二人在2018年世界柔道锦标赛中同时拿下各自级别的世界冠军，传为佳话。2020年東京奧運，兄妹二人於同一天摘金，為日本史上第一次。

## 外部連結
- JudoInside.com
- 阿部诗的X（前Twitter）
- 阿部诗的Instagram帳戶